# Syngonosaurus
Syngonosaurus is een geslacht van plantenetende ornithischische dinosauriërs, behorend tot de groep van de Iguanodontia, dat tijdens het late Krijt leefde in het gebied van het huidige Engeland. De enige benoemde soort is Syngonosaurus macrocercus.

## Taxonomie
De typesoort van Syngonosaurus, S. macrocercus, werd informeel "Acanthopholis macrocercus" genoemd door Harry Govier Seeley in een catalogus van Mesozoïsche tetrapodenfossielen uit 1869, bewaard in het Sedgwick Museum van Cambridge University, op basis van de specimina CAMSM B.55570-55609, bestaande uit wervels en een huidpantser. In een publicatie uit 1879 benoemde Seeley formeel het taxon Syngonosaurus macrocercus, maar uitte hij zijn twijfel over de associatie van het huidpantser (CAMSM B.55599-55609) met het overige syntype, de wervels van Syngonosaurus.

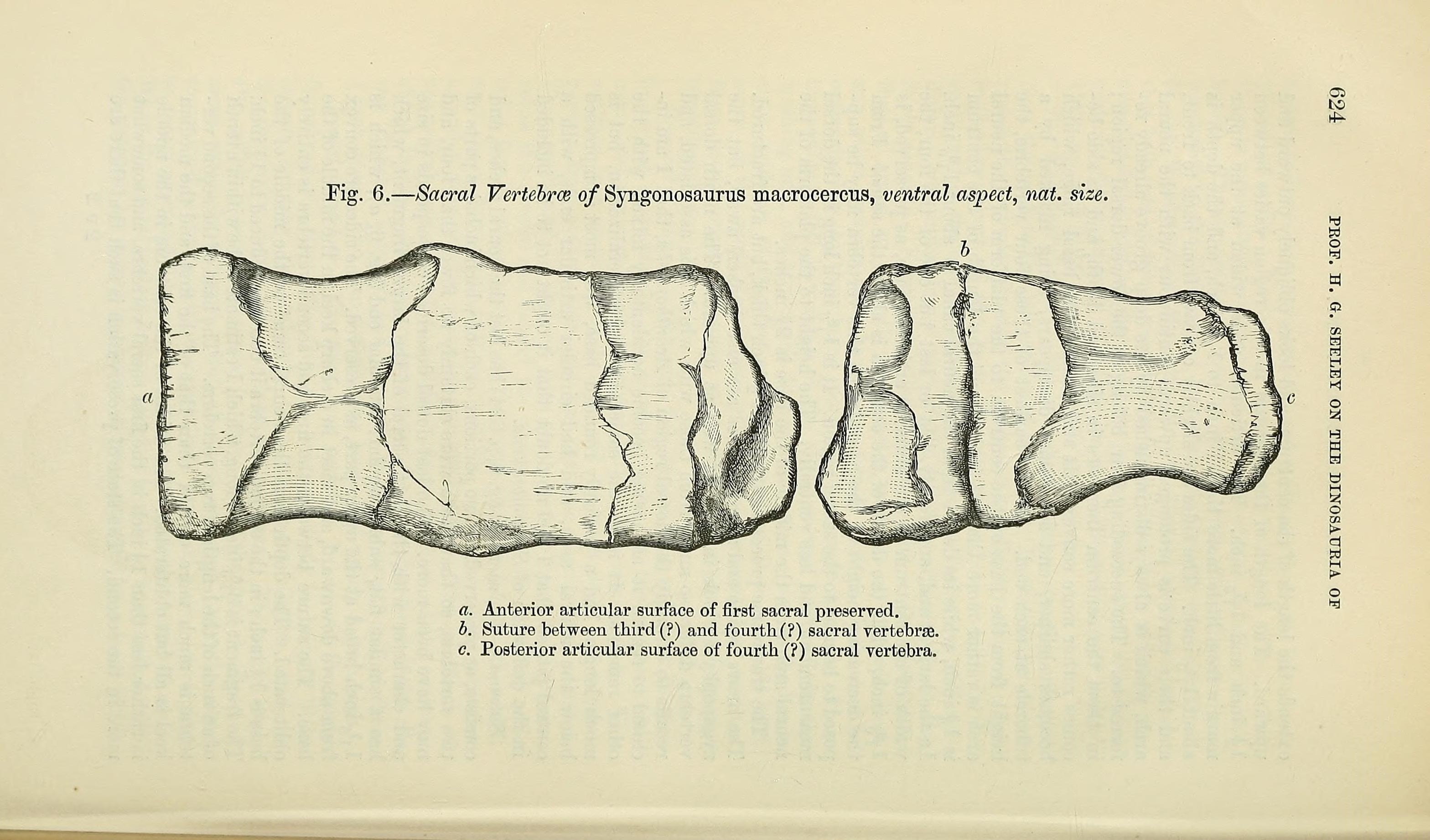
De wervels afgebeeld door Seeley

Verschillende auteurs (Nopsca 1902; Huene 1909, 1927; von Zittel 1911; Romer 1956, 1966; Kuhn 1964) beschouwden Syngonosaurus als een jonger synoniem van de nodosauride ankylosauriër Anoplosaurus, terwijl anderen (Lydekker 1889; Nopsca 1928; Stromer 1934; Tatarinov 1964; Bartholomai & Molnar 1981) het behandelden als een iguanodont. In hun bespreking van overblijfselen van ankylosauriërs uit het Midden-Krijt van het VK toonden Pereda-Suberbiola en Barrett (1999) aan dat het materiaal dat Seeley informeel "Acanthopholis macrocercus" noemde, chimeer is, waarbij de syntypewervels van Syngonosaurus macrocercus behoren tot Ornithopoda en het huidpantser ankylosaurisch is. Barrett en Bonsor (2020) vonden dat Syngonosaurus (samen met Eucercosaurus) een lid is van de Iguanodontia, zij het een nomen dubium.